# Troleibuzele din Sibiu
Rețeaua de troleibuz din Sibiu a asigurat transportul electric din oraș. Rețeaua a fost inaugurată în 17 august 1983 și a fost închisă în 15 noiembrie 2009. 

## Istorie
Prima rețea de troleibuz din Sibiu a fost deschisă la 4 august 1904 și a fost închisă la 18 octombrie a aceluiași an din cauza dificultăților tehnice. Un incendiu cauzat de un scurtcircuit a fost decisiv. Dar înainte de aceasta, au existat probleme cu vehiculele și odată cu debutul toamnei, au existat probleme pe drumurile alunecoase, în special pe pante. Printre altele, acest lucru a dus la două accidente grave. A fost prima operațiune de troleibuz în Transilvania, a doua în Imperiul  Austro-Ungar și prima pe teritoriul actual al României.
Troleibuzele au fost în cele din urmă înlocuite de rețeaua de tramvaie, care a fost deschisă pe 8 septembrie 1905 și care a legat și stația Erlenpark pe același traseu.
A doua rețea de troleibuz de Sibiu a fost inaugurată la data de 17 august 1983 cu două trasee: Gară - B-dul Mihai Viteazul și Gară - Cimitir, ele însumând 4,8 km. În 1985, rețeaua de troleibuze a fost extinsă cu încă 3,2 km, ajungându-se până la 8 km. În 1987, rețeaua de troleibuze avea 9,4 km lungime, iar în 1989 avea 18,1 km lungime. În 1992, au fost achiziționate 5 troleibuze Škoda 14Tr din Weimar, Germania. În 1993, 4 troleibuze au fost achiziționate de la Lausanne. În 1995, au fost achiziționate alte 4 troleibuze de la Lausanne de tipul FBW-HRA. Un alt troleibuz din Lausanne a fost achiziționat în 1998, când au fost achiziționate 6 troleibuze FBW 91T și 5 troleibuze FBW-HRA. Lungimea maximă a rețelei a fost de 25,7 km. Troleibuzele din Sibiu au fost desființate și înlocuite cu autobuze pe 15 noiembrie 2009. Motivele desființării erau uzura atât fizică, cât și morală a vehiculelor (erau mai vechi de 20 de ani) și a rețelei, precum și costurile mari de întreținere ale acestora.

## Trasee
În maxima sa exploatare, rețeaua de troleibuz din Sibiu a avut 9 trasee în funcțiune:
- T1: Gară - Han Dumbrava
- T2: Gară - Piața Rahova
- T3: Gară - Valea Aurie
- T4/T4b: Balanța - Han Dumbrava
- T5: Valea Aurie - IRMES
- T7/T7b: Gară - Valea Aurie (nu a circulat pe același traseu cu T3)
- T8: Gară - COMAT

## Galerie

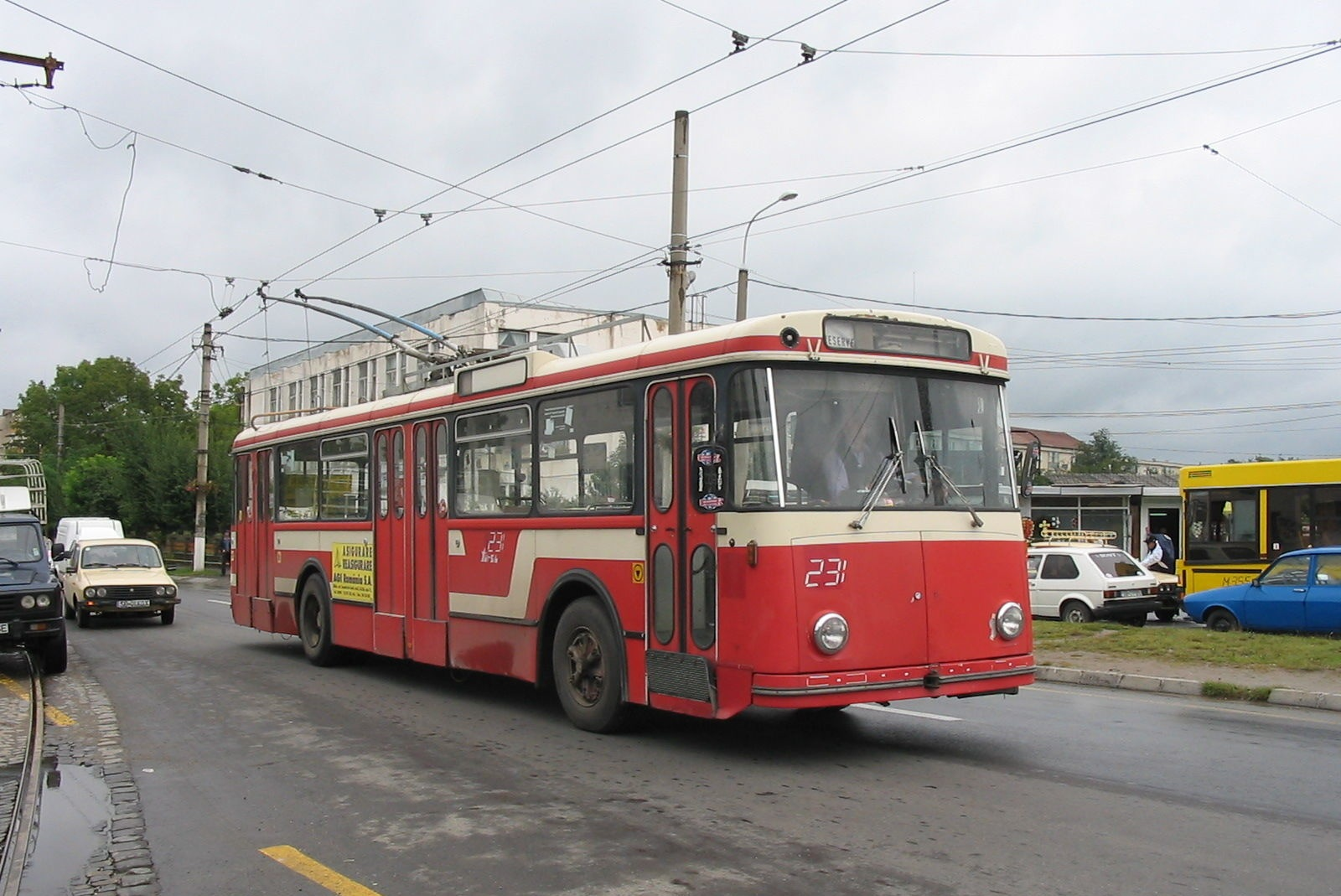
Troleibuz FBW 91T #231 (ex-Biel/Bienne)
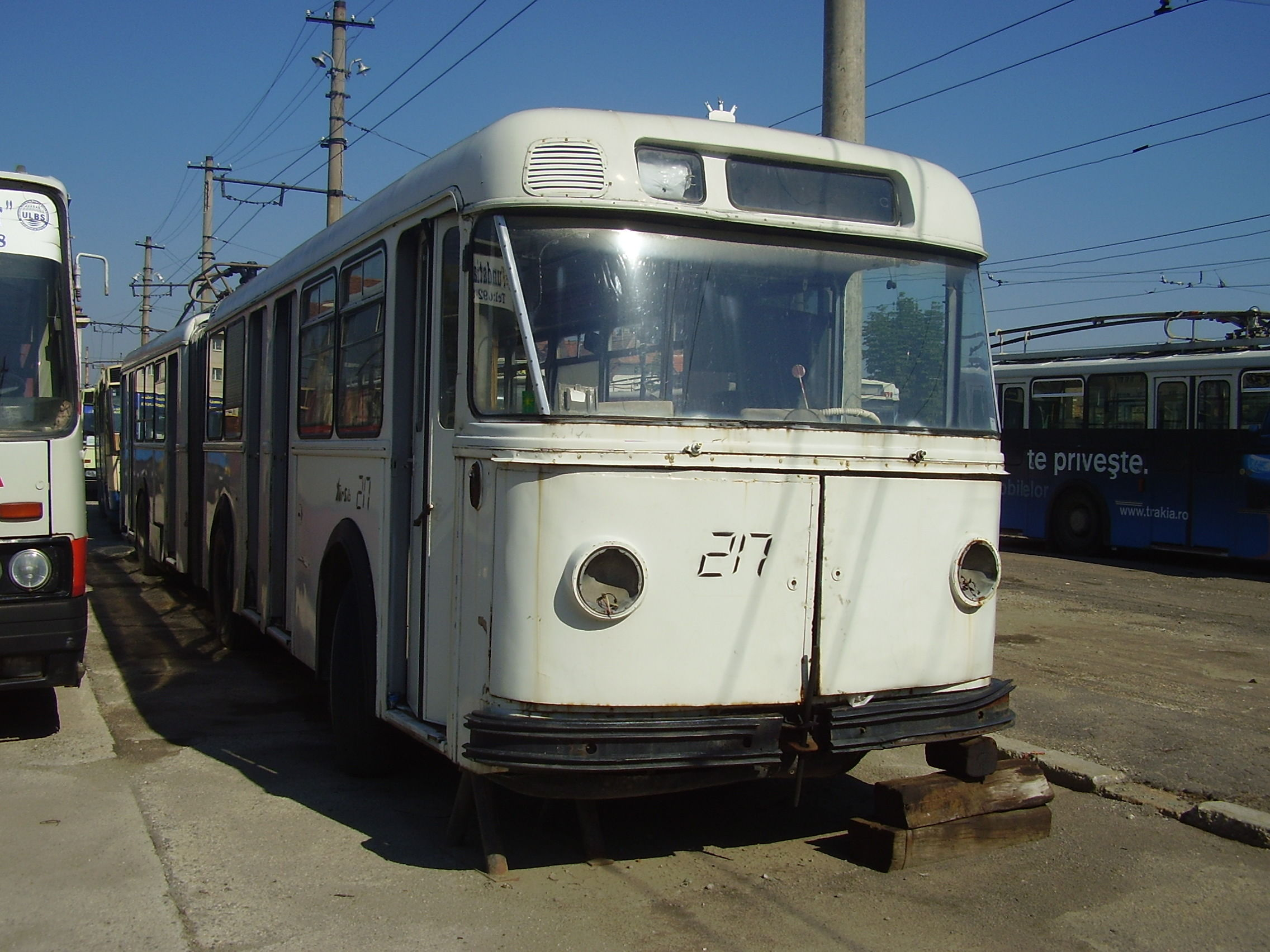
Troleibuz FBW GTr51 SWS BBC #217 în depou (ex-Zürich)
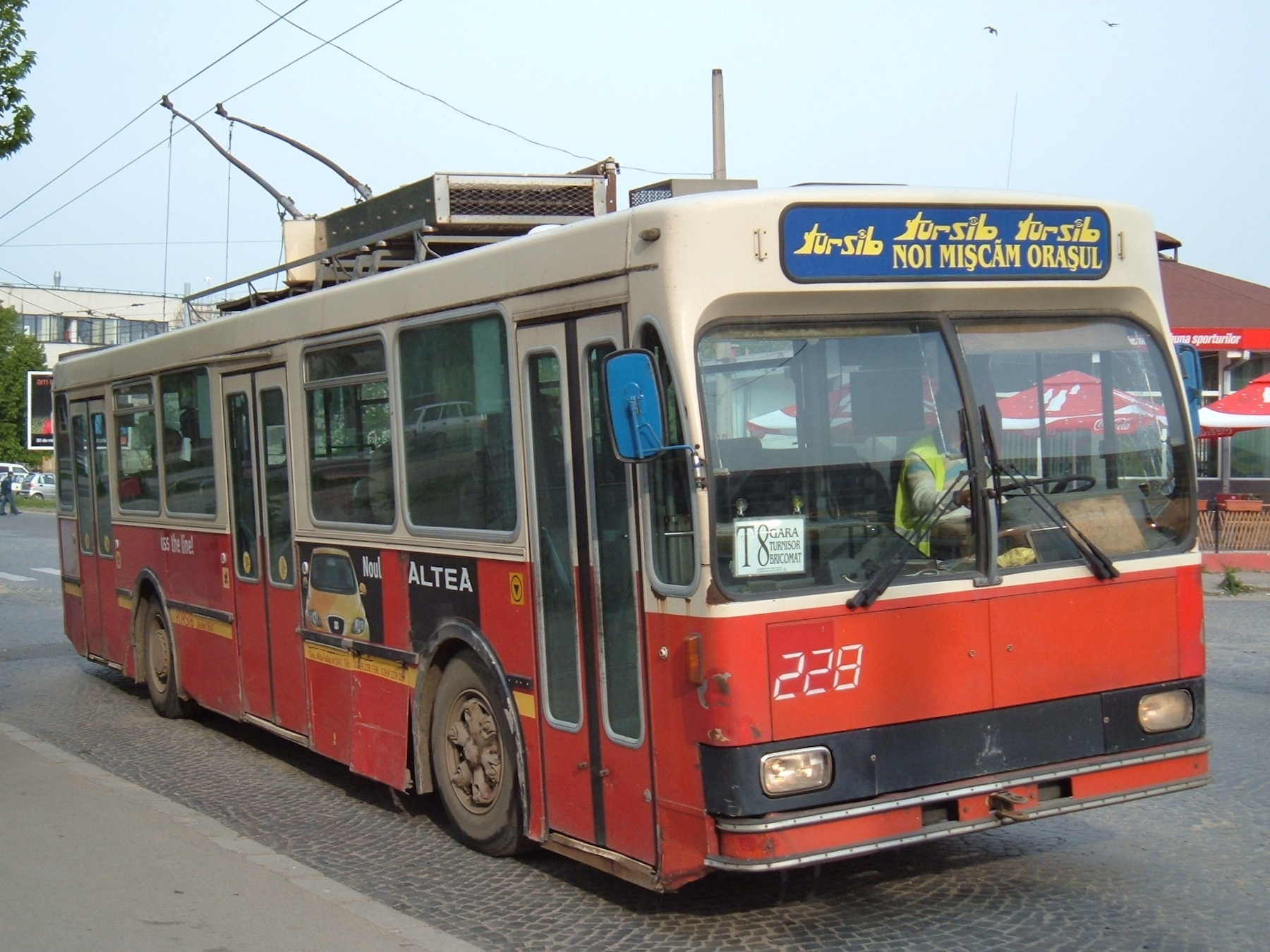
Troleibuz Volvo B10M/Hess #228 pe traseul T8 (ex-Biel/Bienne)
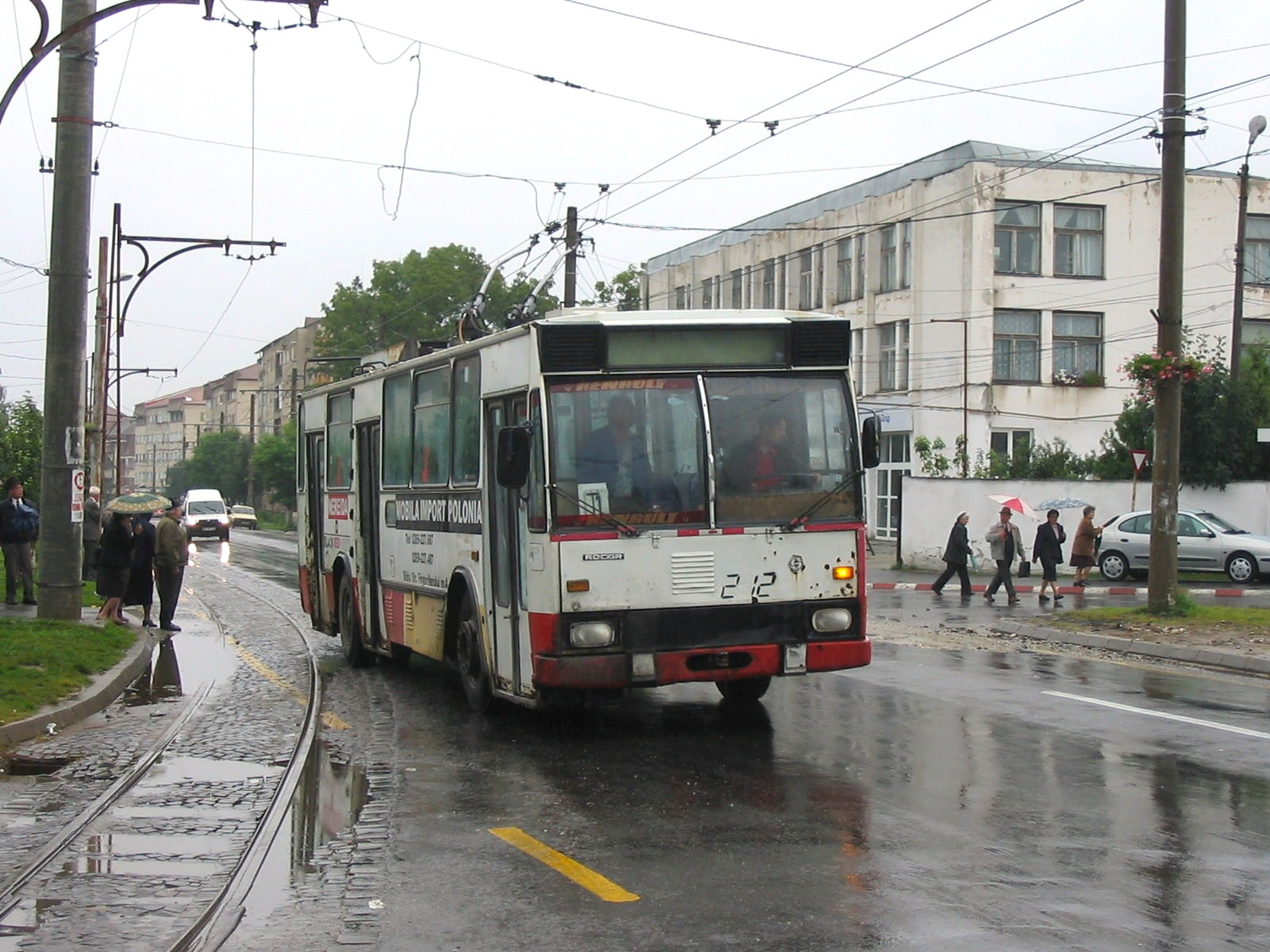
Troleibuz Rocar DAC 212E pe traseul T1
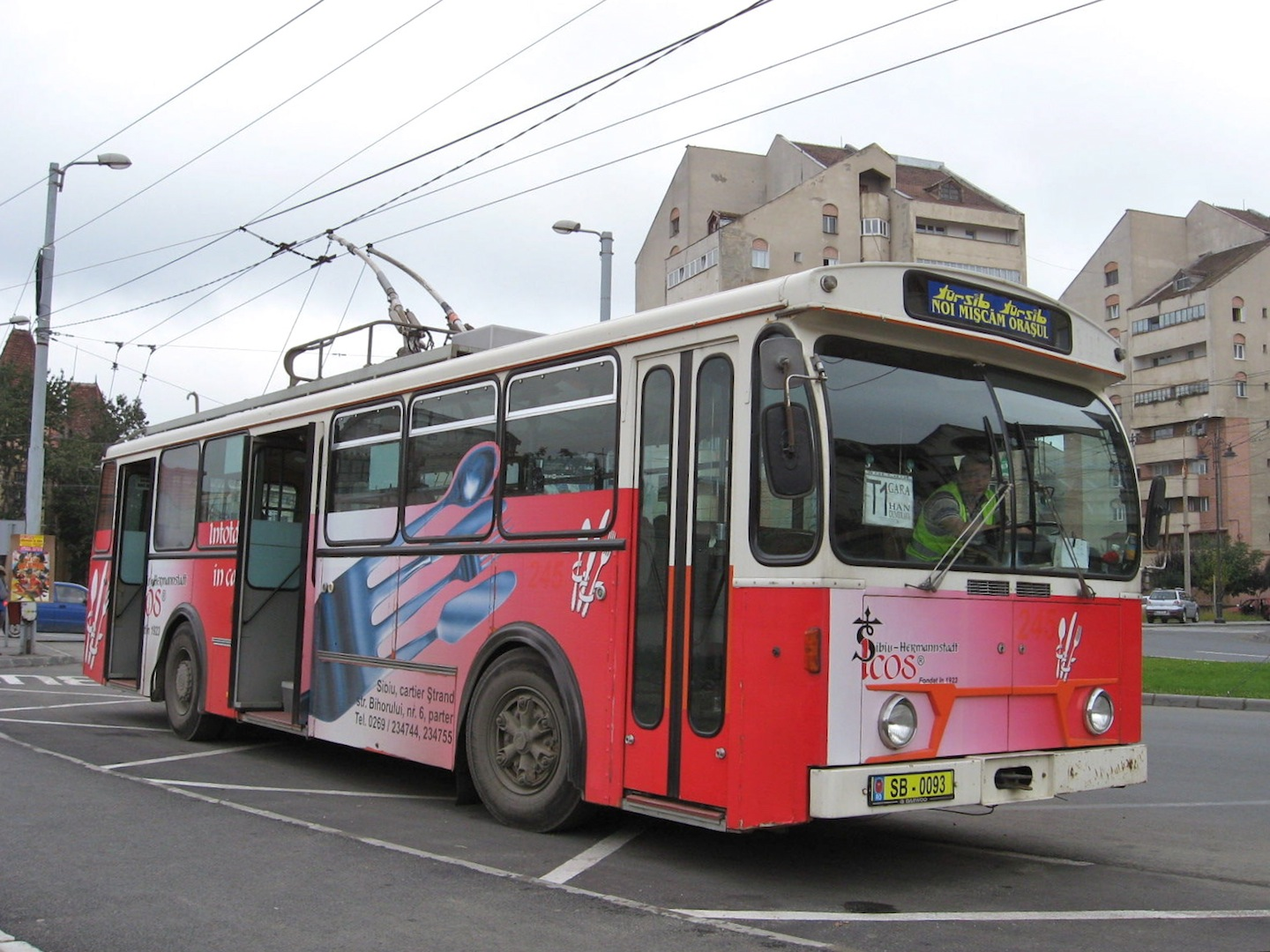
Troleibuz FBW HRA/Hess #245 pe traseul T1 (ex-Lausanne)